# Эль-Сулия
Эль-Сулия (исп. El Zulia) — город и муниципалитет в северо-восточной части Колумбии, на территории департамента Северный Сантандер. Входит в состав Агломерации Кукуты.

## История
Поселение, из которого позднее вырос город, было основано 4 декабря 1750 года. Муниципалитет Эль-Сулия был выделен в отдельную административную единицу в 1960 году

## Географическое положение
Город расположен в восточной части департамента, к западу от реки Сулии, на расстоянии приблизительно 6 километров к западу от города Кукута, административного центра департамента. Абсолютная высота — 207 метров над уровнем моря.
Муниципалитет Эль-Сулия граничит на севере и востоке с территорией муниципалитета Кукута, на юго-востоке — с муниципалитетом Сан-Каетано, на юге — с муниципалитетом Сантьяго, на юго-западе — с муниципалитетом Грамалоте, на западе — с муниципалитетом Сардината. Площадь муниципалитета составляет 449,07 км².

## Население
По данным Национального административного департамента статистики Колумбии, совокупная численность населения города и муниципалитета в 2015 году составляла 22 843 человека.
Динамика численности населения муниципалитета по годам:
| 2005   | 2006   | 2007   | 2008   | 2009   | 2010   | 2011   | 2012   | 2013   | 2014   | 2015   |
| ------ | ------ | ------ | ------ | ------ | ------ | ------ | ------ | ------ | ------ | ------ |
| 20 309 | 20 534 | 20 777 | 21 015 | 21 267 | 21 519 | 21 766 | 22 040 | 22 305 | 22 569 | 22 843 |

Согласно данным переписи 2005 года мужчины составляли 52 % от населения Эль-Сулии, женщины — соответственно 48 %. В расовом отношении белые и метисы составляли 99,9 % от населения города; негры, мулаты и райсальцы — 0,1 %.
Уровень грамотности среди всего населения составлял 82,4 %.

## Экономика
50,9 % от общего числа городских и муниципальных предприятий составляют предприятия торговой сферы, 29,9 % — предприятия сферы обслуживания, 6,2 % — промышленные предприятия, 13 % — предприятия иных отраслей экономики.

## Транспорт
Через город проходит национальное шоссе № 70 (исп. Ruta Nacional 70).